# Departament Collines
Collines – jeden z 12 departamentów Beninu. Zajmuje powierzchnię 13 931 km². W spisie ludności z 11 maja 2013 roku liczył 717 477 mieszkańców. 

## Położenie
Położony jest w środkowej części kraju. Graniczy z państwami Togo (od zachodu) oraz Nigerią (od wschodu), a także z innymi departamentami Beninu – od południa z Plateau i Zou, a także Borgou i Donga. 

## Historia
Departament został utworzony 15 stycznia 1999 roku w wyniku reformy administracyjnej. Powstał poprzez wydzielenie z Zou. 